# Rio Berezina
O rio Berezina ou Beresina (em bielorrusso:  Бярэ́зіна, AFI: bʲa'rɛzʲinɘ) é um rio da Bielorrússia. Banha as cidades de Babruysk, Barysau (Borisov) e Svetlahorsk.

## História
Nas suas margens travou-se em novembro de 1812 a Batalha de Berezina entre a França e o Império Russo, na qual o exército de Napoleão Bonaparte sofreu pesadas perdas (cerca de 36 000 homens) na sua retirada da Rússia. "Berezina" tornou-se uma palavra usada na língua francesa como sinónimo de catástrofe.
Mais de cem anos antes, o exército do rei Carlos XII da Suécia havia já passado o rio Berezina (em 25 de junho de 1708) durante a campanha contra Pedro, o Grande da Rússia na Grande Guerra do Norte.

## Ligação externa
- História Viva: "Campanha da Rússia, um colossal revés para Napoleão"

### Imagens

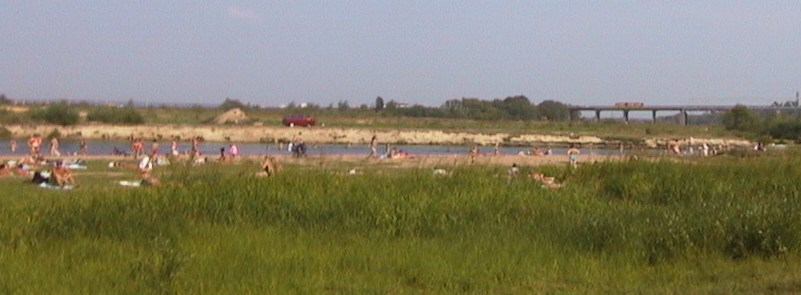
Banhistas no Berezina.